# Amphinemura verrucosa
Amphinemura verrucosa är en bäcksländeart som beskrevs av Peter Zwick 1973. Amphinemura verrucosa ingår i släktet Amphinemura och familjen kryssbäcksländor. Inga underarter finns listade i Catalogue of Life.